# Elina Svitolina

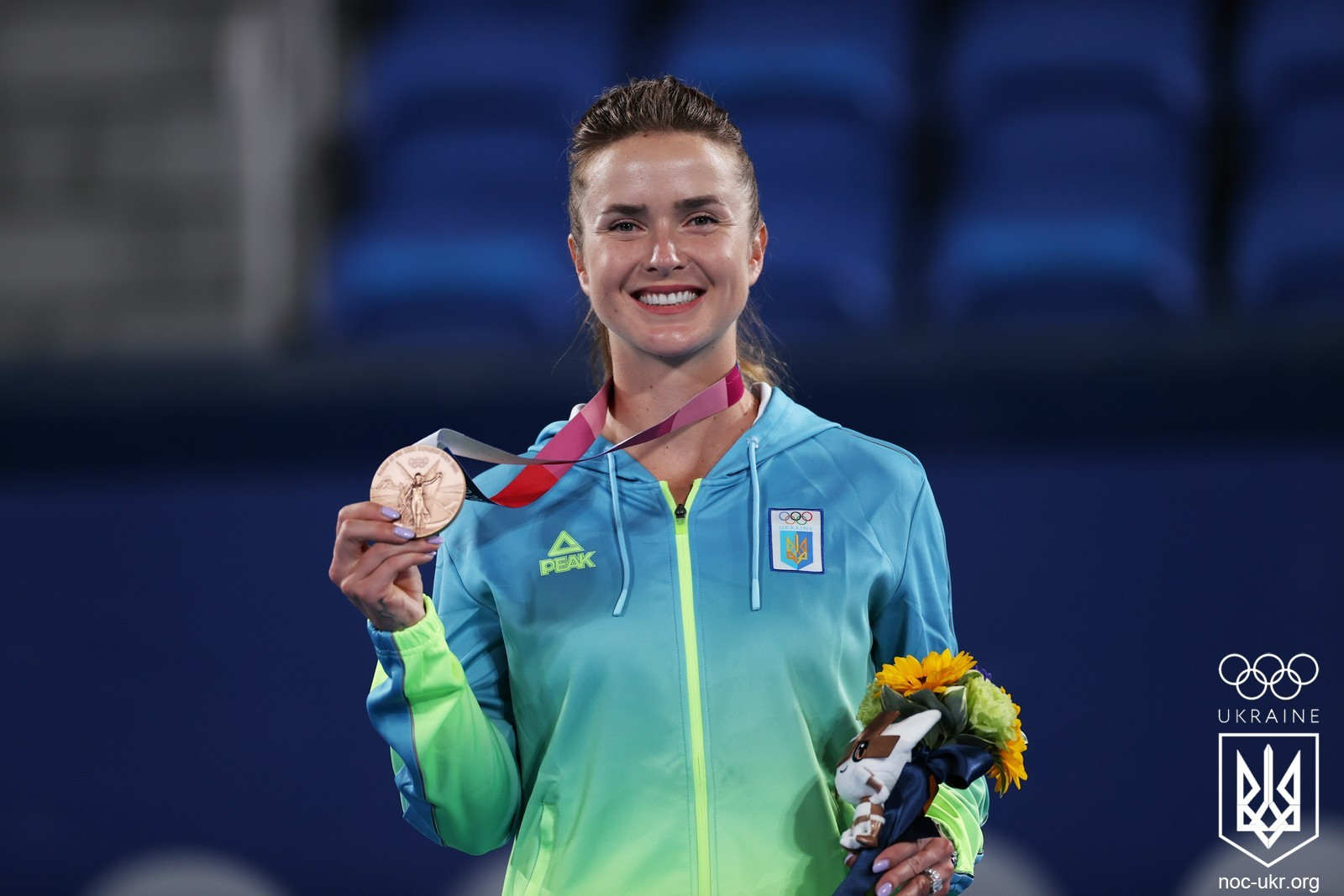
Svitolina la Tokyo (2021)

Elina Svitolina  (n. 12 septembrie 1994, Odesa, Ucraina) este o jucătoare profesionistă de tenis ucraineană. Ea a ajuns pe locul 3 mondial la simplu și pe locul 108 la dublu în clasamentul mondial al Asociației de Tenis Feminin (WTA). Svitolina a câștigat 17 titluri de simplu pe circuitul WTA.
Svitolina a intrat pentru prima dată în top 50 mondial în iulie 2013, a ajuns în top 20 în iunie 2015, iar apoi în top 10 în mai 2017, devenind astfel prima ucraineancă ce a ajuns în top 10 în clasament, după ce a depășit-o pe compatrioata Alona Bondarenko. După ce a câștigat primul său titlu pe circuitul WTA în 2013, ea a câștigat alte cinci titluri până în 2017, perioadă în care a câștigat cinci titluri în același an, ceea ce a propulsat-o în top 10. Printre titlurile sale se numără finala WTA din 2018 și trei din cele cinci turnee de nivel Premier 5: Dubai Tennis Championships, Italian Open și Canada Open. De asemenea, ea a câștigat două titluri la dublu, ambele la İstanbul Cup, în 2014 și 2015. Svitolina a produs cele mai bune performanțe ale sale la turneele majore în 2019, ajungând în două semifinale la Wimbledon și US Open. În 2021, Svitolina a câștigat medalia olimpică de bronz în turneul feminin de simplu la Jocurile Olimpice de la Tokyo din 2020 și a devenit primul olimpic care a câștigat o medalie în tenis pentru Ucraina.
În 2022, Svitolina a luat o pauză de la tenisul profesionist pentru a da naștere primului ei copil. Ea a revenit în forță în competiție în 2023, câștigând un titlu pe circuitul WTA și ajungând în sferturile de finală de la Roland Garros și în semifinalele de la Wimbledon (învingând-o pe Iga Świątek, nr. 1 mondial) în primele sale turnee de revenire.

## Carieră

### Începuturile
Elina a început cu dreptul cariera sa, câștigând în 2010 titlul de la French Open la junioare, unde a învins-o în finală pe tunisianca Ons Jabeur. A mai avut o finală de Grand Șlem la junioare în 2012 la Wimbledon, pierdută la Eugenie Bouchard. Tot în același an, la US Open, a reușit să se califice pe tabloul principal, dar a fost eliminată de sârboaica Ana Ivanovic, a 12-a favorită și sfertfinalistă. A câștigat titlul WTA 125K 2012 Royal Indian Open, trecând în semifinală chiar de germanca Andrea Petkovic, iar în ultimul act de nipona Kimiko Date-Krumm.

### 2013: Primul titlu WTA
Svitolina a intrat direct pe tabloul principal de la Australian Open, dar s-a oprit încă din turul I, fiind învinsă de a 5-a favorită, Angelique Kerber. Mai târziu, însă, s-a impus la Baku Cup, trecând de Shahar Pe'er în finală. Acest fapt a propulsat-o până pe locul 49 în clasamentul WTA.

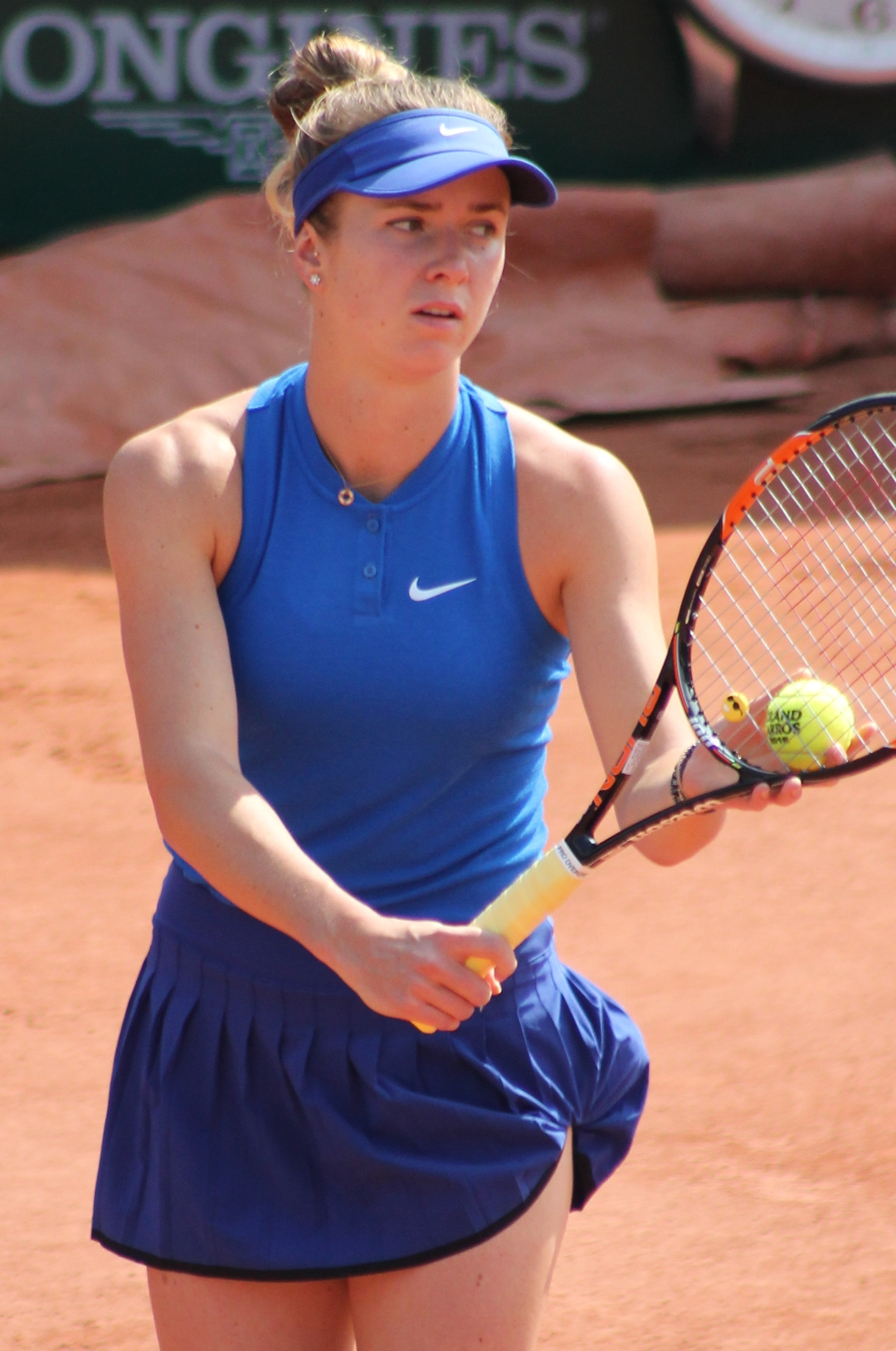
Svitolina la RG în 2016

### 2014: Al doilea titlu WTA, prima semifinală de Premier 5
La Australian Open, a produs surpriza în runda inaugurală, eliminând-o pe dubla campioana de Grand Șlem Svetlana Kusnetsova în seturi minime. În turul 2 a pierdut în fața americancei Sloane Stephens.
După ce și-a apărat titlul de la Baku Cup, Elina a mers la Western & Southern Open, unde a trecut de Petra Kvitova, recent câștigătoare la Wimbledon, înainte să piardă la Ana Ivanovic în sferturi.
Svitolina a atins prima semifinală de Premier 5 la Wuhan, dar s-a oprit în fața Petrei Kvitova.

### 2015:  Al treilea titlu WTA, primul sfert de finală într-un Grand Șlem
După un început de sezon senzațional pe zgură care s-a soldat cu titlul de la Marrakech, a venit și timpul să se califice în sfertul de finală de la French Open, după ce a trecut de favorita locală Alize Cornet în optimi. În următorul act, a pierdut la Ana Ivanovic.
Perioada pe iarbă nu i-a adus ucrainencei rezultate bune, ci un tur 3 la Eastbourne, un tur 2 la Wimbledon și un tur 1 la Istanbul. Doar la dublu și-a apărat titlul din Turcia împreună cu Daria Gavrilova.
Suprafața rapidă a accentuat starea proastă a Elinei după eșecul de la US Open, pierzând la Tokyo în turul 2 la viitoarea campioană Agnieszka Radwanska, la Wuhan în turul 3 la Karolina Pliskova, la Beijing în turul 2 contra Anastasiei Pavlyuchenkova și la Tianjin în turul 1 în fața Elenei Vesnina. 

### 2016: Al patrulea titlu WTA și sfert de finală la Rio
La Dubai a ajuns până în optimi, unde s-a oprit în fața Sarei Errani, eventuala campioană, iar la Doha a pierdut surprinzător în primul tur la Denisa Allertova.
La Openul Malaysian însă și-a adjudecat titlul, învingând-o pe Eugenie Bouchard într-o finală-maraton întreruptă din cauza ploii. 
Turneul de la Indian Wells nu a fost tocmai convingător pentru Elina, eliminată de Roberta Vinci în turul 2.
Miami Open i-a adus Svitolinei un parcurs mai bun, unde a trecut chiar de fosta lideră mondială Caroline Wozniacki înainte să piardă la Ekaterina Makarova în turul 4.
La Birmingham a pierdut încă din runda inaugurală contra Carlei Suarez Navarro, dar la Wimbledon a pierdut în turul 2 contra Yaroslavei Shvedova.
Jocurile Olimpice de la Rio au început perfect pentru Ucraina, Svitolina învingând-o în turul 3 pe lidera mondială Serena Williams, dar a eșuat să își continue forma bună, fiind întrecută de către medaliata cu bronz Petra Kvitova.

### 2017: Alte 4 titluri WTA și al doilea sfert de finală la Roland Garros
Svitolina a câștigat titlul de la Taiwan Open, unde a trecut de Peng Shuai în finală. Aceasta și-a continuat forma bună, luând și titlul de la Dubai, eliminând-o pe Wozniacki în finală. 
A început sezonul pe zgură excelent, impunându-se la Istanbul și apoi la Roma, după ce a oprit goana incredibilă spre trofeu a Simonei Halep. Dar la Roland Garros, Halep și-a luat revanșa în sferturi, revenind de la 6-3 și 5-1 pentru Svitolina. 
Wimbledonul nu i-a adus un rezultat promițător, fiind eliminată de campioana de la Paris Jelena Ostapenko în turul 3.
La Toronto a câștigat titlul, eliminând jucătoare de clasă precum Garbine Muguruza, Simona Halep sau Caroline Wozniacki.

### 2018: Start de sezon în forță
Elina s-a impus la turneul de la Brisbane, învingând-o pe Aliaksandra Sasnovich din Belarus cu scorul de 6-2, 6-1. În drumul spre titlu, a mai trecut și de Johanna Konta, britanica fiind nevoită să se retragă în setul decisiv al meciului. De asemenea, ucraineanca și-a apărat titlul de la Dubai, învingând-o pe rusoiaca Daria Kasatkina în finală/  

## Finale WTA

### WTA Simplu: 15 (13-2)
| Legendă                                        |
| ---------------------------------------------- |
| Grand Slam (0-0)                               |
| Turneul Campioanelor (1-1)                     |
| Tier I / Premier obligatoriu & Premier 5 (4-0) |
| Tier II / Premier (2-1)                        |
| Tier III, IV & V / Internațional (6-0)         |

| Finale pe suprafețe |
| ------------------- |
| Hard (7-2)          |
| Iarbă (0–0)         |
| Zgură (4-0)         |
| Hard indoor (2-0)   |

| Rezultat     | Nr. | Data             | Turneu                                                        | Suprafața   | Oponent               | Scor               |
| ------------ | --- | ---------------- | ------------------------------------------------------------- | ----------- | --------------------- | ------------------ |
| Câștigătoare | 1.  | 28 July 2013     | Baku Cup, Baku, Azerbaidjan                                   | Hard        | Shahar Peer           | 6-4, 6-4           |
| Câștigătoare | 2.  | 27 July 2014     | Baku Cup, Baku, Azerbaidjan                                   | Hard        | Bojana Jovanovski     | 6-1, 7–6(7-2)      |
| Câștigătoare | 3.  | 2 May 2015       | Grand Prix de Sar La Princesse Lalla Meryem, Marrakech, Maroc | Clay        | Timea Babos           | 7-5, 7–6(7-3)      |
| Câștigătoare | 4.  | 6 March 2016     | BMW Malaysian Open, Kuala Lumpur, Malaysia                    | Hard        | Eugenie Bouchard      | 6-7(5-7), 6-4, 7-5 |
| Finalistă    | 5.  | 27 august 2016   | Connecticut Open, New Haven, SUA                              | Hard        | Agnieszka Radwanska   | 1-6, 6-7(3-7)      |
| Finalistă    | 6.  | 6 November 2016  | WTA Elite Trophy, Zhuhai, China                               | Hard        | Petra Kvitova         | 4-6, 2-6           |
| Câștigătoare | 7.  | 5 February 2017  | Taiwan Open, Taipei, Taiwan                                   | Hard indoor | Shuai Peng            | 6-3, 6-2           |
| Câștigătoare | 8.  | 25 February 2017 | Dubai Duty Free Championships, Dubai, EAU                     | Hard        | Caroline Wozniacki    | 6-4, 6-2           |
| Câștigătoare | 9.  | 30 April 2017    | TEB BNP Paribas Istanbul Cup, Istanbul, Turcia                | Clay        | Elise Mertens         | 6-2, 6-4           |
| Câștigătoare | 10. | 21 May 2017      | Internazionali BNL d'Italia, Roma, Italia                     | Clay        | Simona Halep          | 4-6, 7-5, 6-1      |
| Câștigătoare | 11. | 13 august 2017   | Rogers Cup, Toronto, Canada                                   | Hard        | Caroline Wozniacki    | 6-4, 6-0           |
| Câștigătoare | 12. | 6 January 2018   | Brisbane International, Brisbane, Australia                   | Hard        | Aliaksandra Sasnovich | 6-2, 6-1           |
| Câștigătoare | 13. | 24 February 2018 | Dubai Duty Free Championships, Dubai, EAU                     | Hard        | Daria Kasatkina       | 6-4, 6-0           |
| Câștigătoare | 14. | 20 May 2018      | Internazionali BNL d'Italia, Roma, Italia                     | Clay        | Simona Halep          | 6-0, 6-4           |
| Câștigătoare | 15. | 28 October 2018  | WTA Finals, Singapore, Singapore                              | Hard indoor | Sloane Stephens       | 3-6, 6-2, 6-2      |
|              |     |                  |                                                               |             |                       |                    |

## Echipament
Svitolina folosește în prezent rachetă Wilson și îmbrăcăminte sportivă Nike, fiind înainte sponsorizată de companiile Ellesse și Lacoste.

## Stil de joc
Elina este o puternică baselineră, jocul ei fiind asemănător cu cel al Simonei Halep.

## Viața personală
Svitolina este căsătorită cu jucătorul de tenis Gaël Monfils. În data 15 octombrie 2022, fiica lor s-a nascut.

## Legături externe
- Elina Svitolina la Women's Tennis Association
- Elina Svitolina la International Tennis Federation
- Elina Svitolina at the International Tennis Federation Junior Profile
- Elina Svitolina pe site-ul Fed Cup
- Elina Svitolina at the Ukrainian Tennis Portal Arhivat în 5 martie 2016, la Wayback Machine.
- Elina Svitolina pictures gallery Arhivat în 6 martie 2016, la Wayback Machine.
- Official website Arhivat în 10 iulie 2018, la Wayback Machine.
- en Elina Svitolina la Olympedia.org